# 諏訪湖
諏訪湖（すわこ）は、長野県岡谷市、諏訪郡下諏訪町、諏訪市にまたがる湖。河川法では、天竜川（一級河川）水系の一部として扱われる。湖沼水質保全特別措置法指定湖沼。

## 地学的知見
新生代第三紀の終わり頃からの中央高地の隆起活動と糸魚川静岡構造線の断層運動によって、地殻が引き裂かれて生じた構造湖（断層湖）である。また、糸魚川静岡構造線と中央構造線が交差する地で、諏訪湖を取り囲むように諏訪湖南西側には諏訪湖南岸断層群が、諏訪湖北東側には諏訪断層群がある。「かつて、諏訪湖からの水は東の釜無川方面に流れていたが、八ヶ岳からの噴出物によって堰き止められ、南下するようになった」との説がある。時代が下るにつれて、流入河川からの土砂の堆積や護岸工事などにより、面積は徐々に縮小している。

## 地理
長野県中部の諏訪盆地に位置する。面積は12.81平方キロメートルで、長野県内最大の湖沼である。

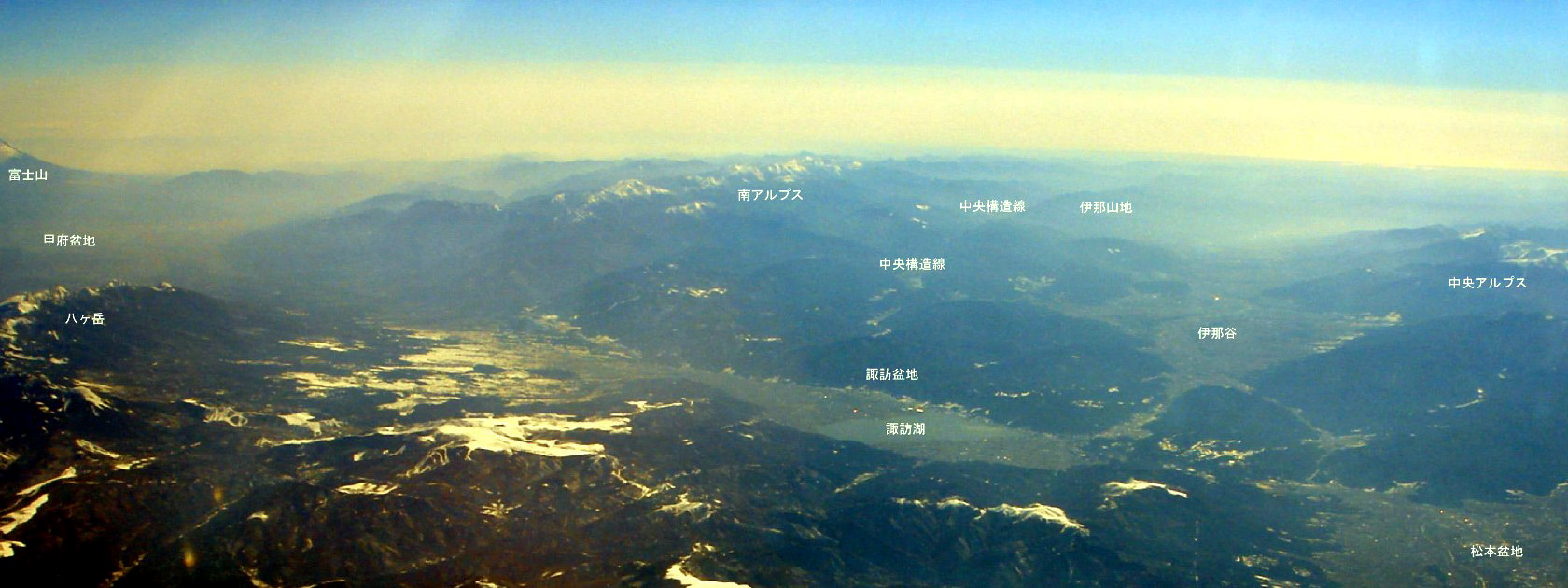
地溝湖諏訪湖と諏訪盆地空撮。幾つもの地溝が集まる
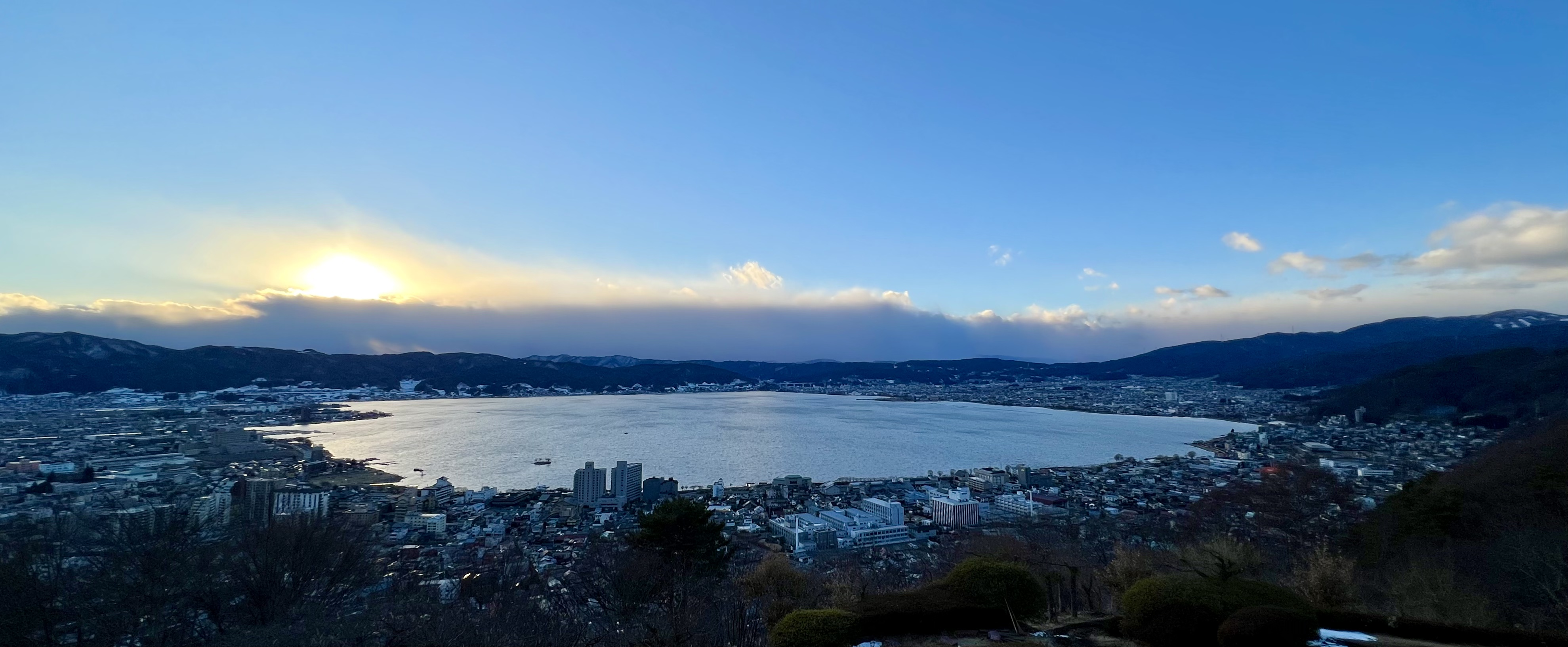
立石公園からの眺め
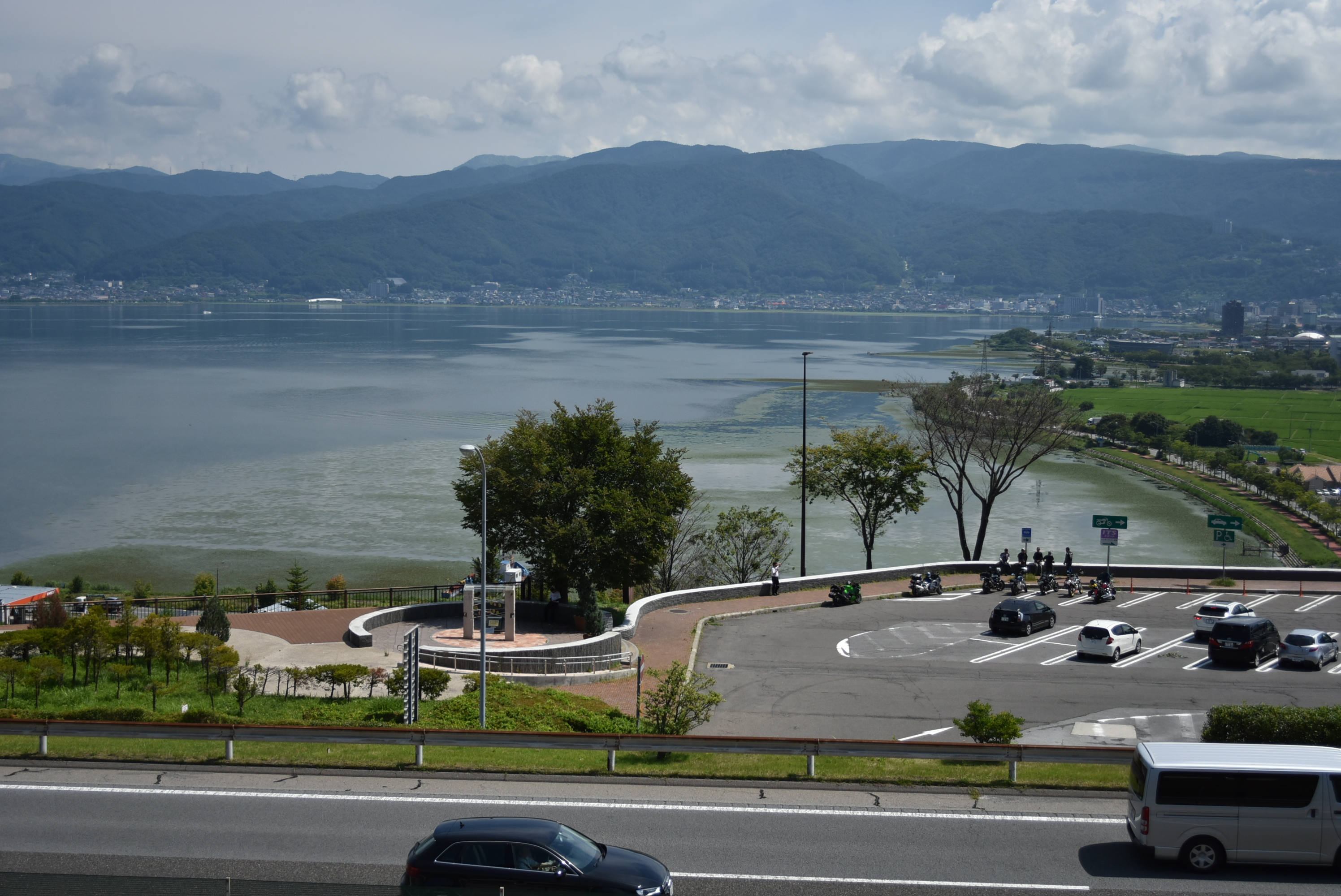
中央自動車道諏訪湖サービスエリアから見た諏訪湖（2018年7月21日撮影）
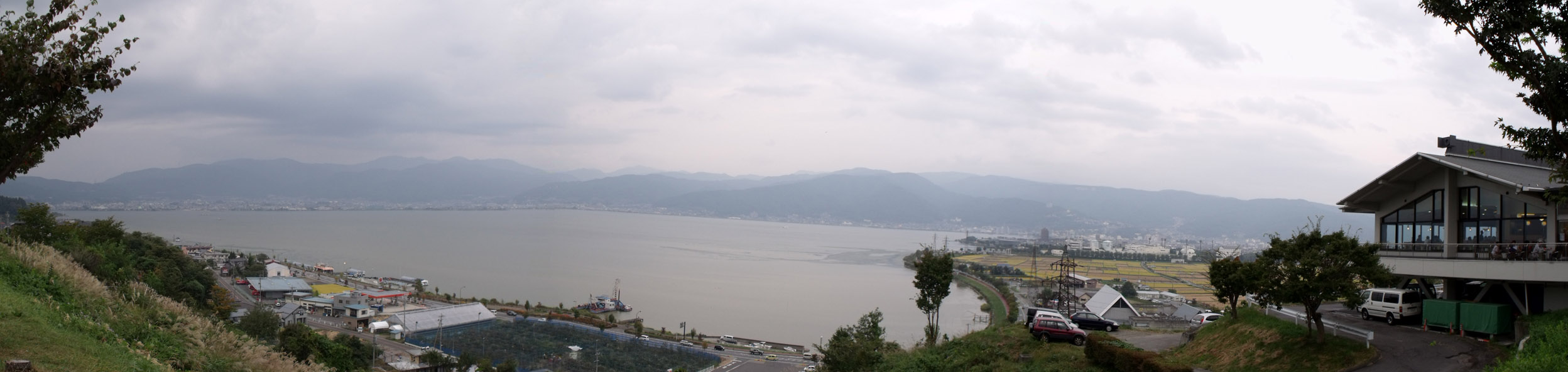
諏訪湖南端よりのパノラマ（諏訪湖サービスエリア付近から撮影）
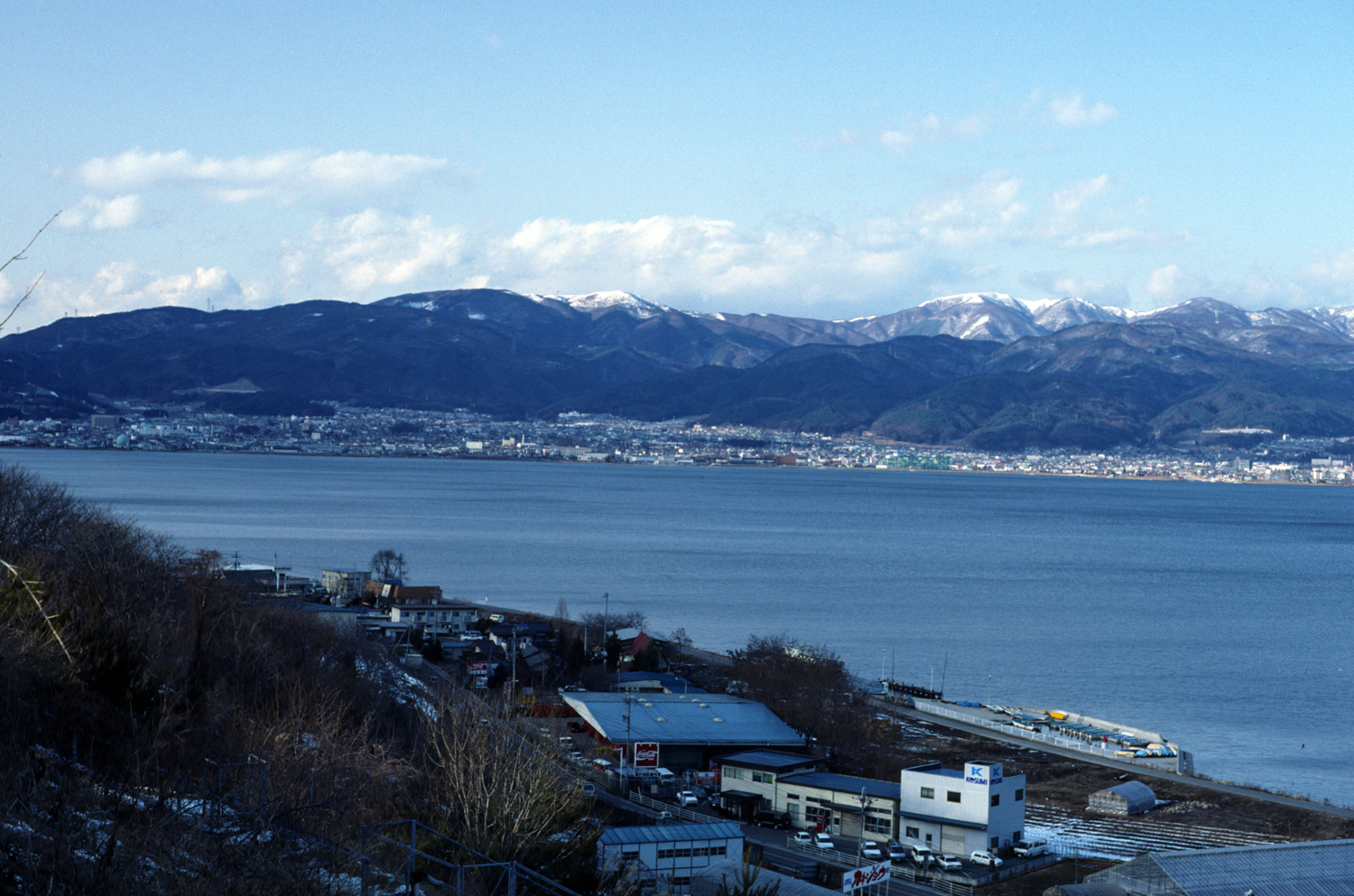
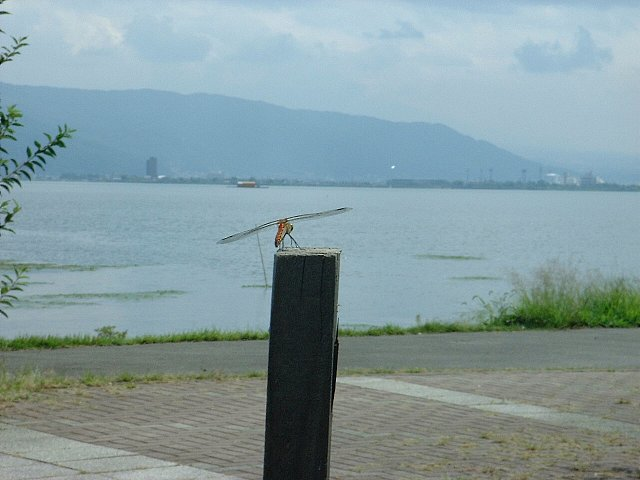
釜口水門付近から

- 総貯水量：62,987,000立方メートル
- 滞留時間：39日
- 流域面積：531.8平方キロメートル
- 流入河川数：上川、宮川など計31河川
- 流出河川：天竜川（岡谷市）のみ（釜口水門によって流出水量が調整されている）

## 水質
平均滞留時間は3日から120日（平均40日程度）と変動が大きく湖水の水質は流入河川からの流入量（流域の降水量）と水質変動の影響を強く受ける。したがって、歴史的に流域の暮らしの変化により水質も大きく変化してきた。
諏訪湖はかつて非常に水質のよい湖であり、江戸期には琵琶湖や河口湖からの蜆が放流され漁業も行われていた。しかし、戦後の高度経済成長期にかけて農地からの化学肥料由来の栄養塩類や生活排水などにより湖の富栄養化が進み、過栄養湖へと変化した。特に1970年代から80年代にかけては、ユスリカ（オオユスリカやアカムシユスリカ）やアオコのミクロキスティス(Microcystis )が大発生し湖面が緑色になり、悪臭が漂い発泡するなどといった環境悪化が見られた。水質悪化の要因は多くあるが、流入河川が30を超え多いにもかかわらず、流出河川が天竜川のみであり、かつ集水域が広く各流入河川の汚染物質が溜まり易い構造になっているからである。その後、1979年から1993年にかけて諏訪湖流域下水道の整備が進んだことや、市民による水質改善活動の結果、諏訪湖の水質は大幅に改善された。しかし、それでもなお昭和初期の姿を取り戻すまでには至っていない。
浄化施設の顕著な効果はすぐには現れなかったが水質浄化の効果は徐々に現れ、1997年頃からは夏にアオコの発生が見られない年があったり、それまで大発生をしていたユスリカの発生が大きく減少したりするなど、水質浄化の影響を感じられるようになってきた。しかし、水質浄化に伴い生息生物相も変化し、生態ピラミッドの底辺を構成する植物性プランクトン減少の影響は食物連鎖上位へも変化が及び、水草の増加、大型ミジンコの増加が報告されている。なお、ワカサギの減少と水質浄化の因果関係を示唆する報告もある。たとえば、水質浄化により透明度が上昇した沿岸では水草のヒシが繁茂し、ヒシの下部では水流が阻害され貧酸素水帯を形成する為、ヒシの除去も行われている。

## 行事
- 4月 諏訪湖開き
- 8月1日 - 9月第1日曜日 サマーナイトファイヤーフェスティバル（花火等）
- 8月15日 諏訪湖祭湖上花火大会
- 9月第1土曜日 全国新作花火競技大会
- 10月 諏訪湖マラソン[16]
- 11月 カーフェスタ諏訪湖（諏訪湖美化チャリティーイベント[17]）

## 全面氷結
かつては毎年のように厚い氷が湖面をおおい、戦前には氷上での戦車の走行や航空機の離着陸の訓練まで行われていた。

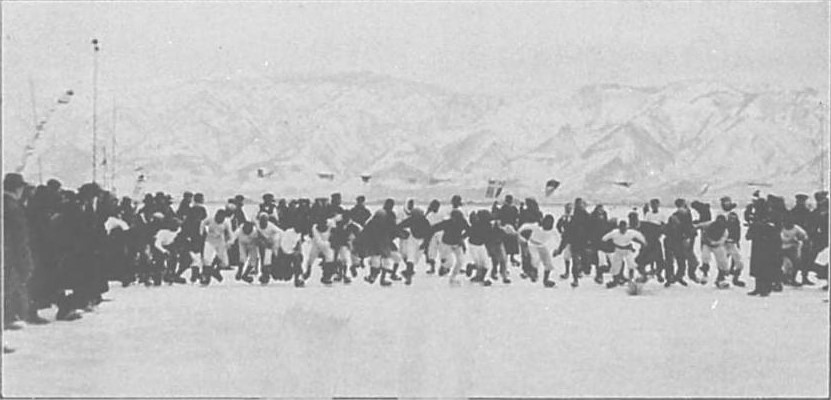
1912年アイススケートの様子

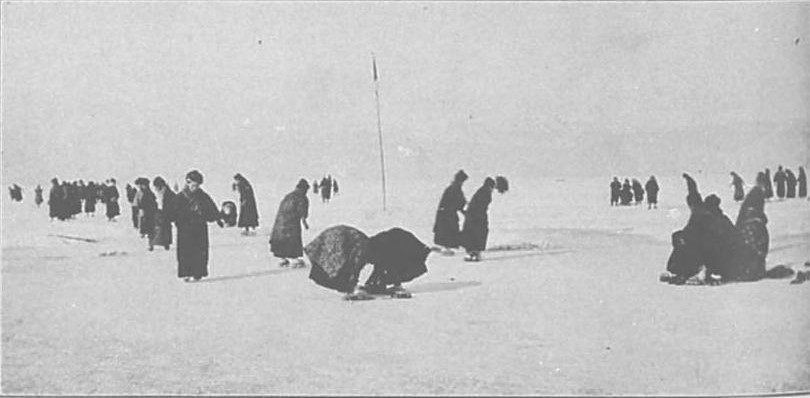
同年、袴姿の女性のスケーターたち

また、ワカサギの穴釣りをはじめ、アイススケートが始まった。
1908年（明治41年）には、氷上1周氷滑り大会が行われたが、この当時は下駄スケートで行われていた。1922年（大正11年）2月11日には下諏訪に設けられたリンクで日本初のフィギュアスケートの公式大会（全日本フィギュアスケート選手権）も開催されている。なお、近年は全面氷結の頻度が減少している。
また、氷も薄くなっており、スケートなどを行うのは危険を伴う。ワカサギの穴釣り以外に陸釣りをする釣り客、船釣り客が訪れる。

### 七ツ釜
昭和10年代までは、諏訪湖がほぼ氷結しても東側7ヵ所の湖底源泉の湖上は氷結せず、湖上に7ヵ所の穴が開いて見えたことから、湖底の源泉は七ツ釜と称されていた。源泉のひとつとして七ツ釜は現在利用されており、諏訪湖東岸に所在する諏訪湖間欠泉センター、湖畔公園足湯や、上諏訪温泉などに引かれている。

## 御神渡り

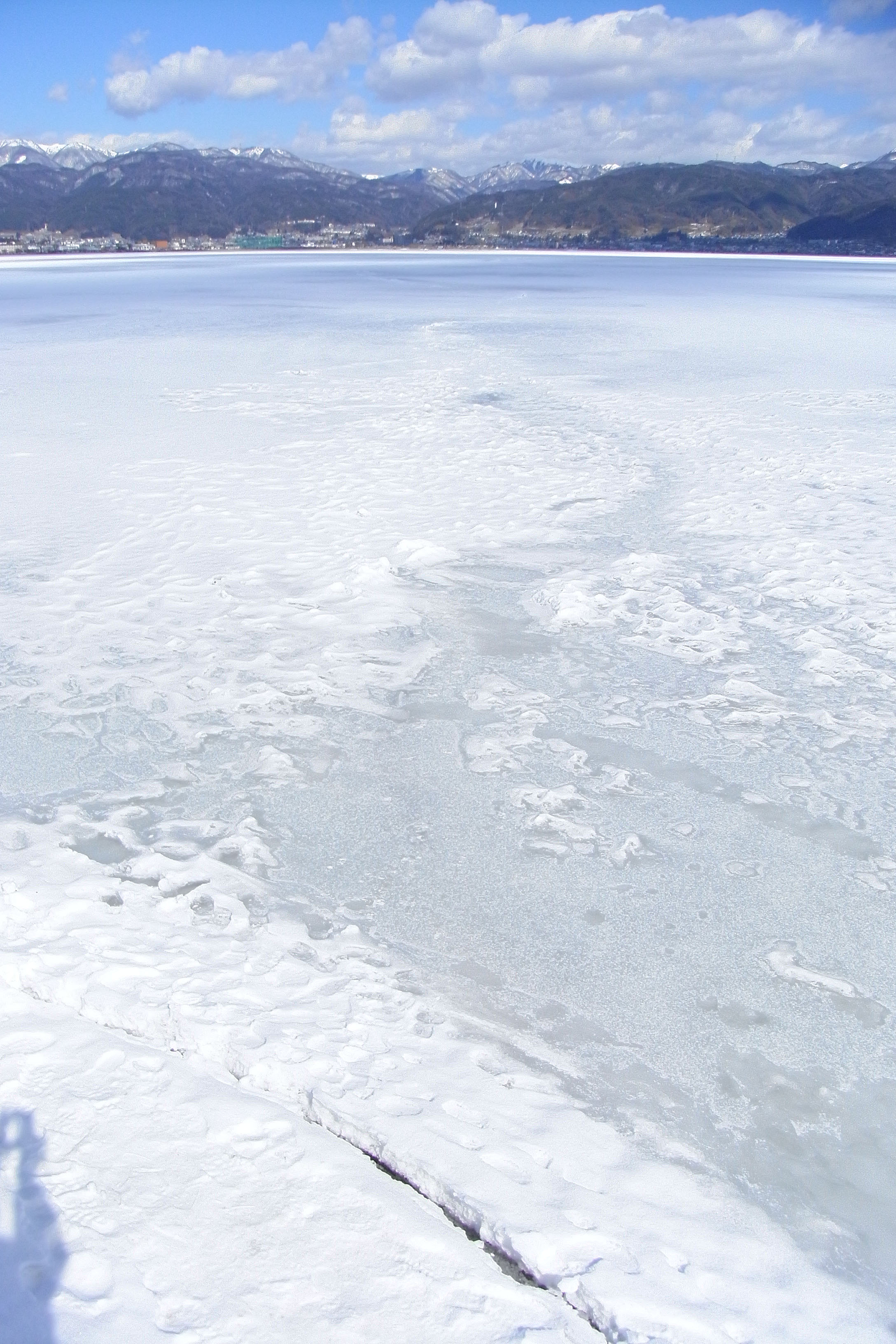
2008年の神渡の痕跡

冬期に諏訪湖の湖面が全面氷結し、氷の厚さが一定に達すると、昼間の気温上昇で氷がゆるみ、気温が下降する夜間に氷が成長するため「膨張」し、湖面の面積では足りなくなるので、大音響とともに湖面上に氷の亀裂が走りせりあがる（プレッシャー・リッジも参照のこと）。
この自然現象を御神渡り（おみわたり）と呼び、伝説では上社の男神が下社の女神のもとへ訪れに行った跡だという。御神渡りが現れた年の冬には、無形民俗文化財に指定されている御渡り神事（みわたりしんじ）が、八剱神社の神官により諏訪湖畔で執り行われる。御渡り神事では、亀裂の入り方などを御渡帳（みわたりちょう）などと照らし、その年の天候、農作物の豊作・凶作を占い、世相を予想する「拝観式」が行われる。古式により「御渡注進状」を神前に捧げる注進式を行い、宮内庁と気象庁に結果の報告を恒例とする。尚、御神渡りはその年の天候によって観測されないこともあるが注進式は行われ、その状態は「明けの海（あけのうみ）」と呼ぶ。
- 御神渡りは、できた順に「一之御神渡り」、「二之御神渡り」（古くは「重ねての御渡り」とも呼んだ）、二本の御神渡りが交差するものは「佐久之御神渡り」と呼ぶ。御渡り神事にて確認・検分の拝観がなされる。
- 御神渡りは湖が全面結氷し、かつ氷の厚みが十分にないと発生しないので、湖上を歩けるか否かの目安の一つとなる。ただし氷の厚さは均一でなく、実際に氷の上を歩くのは危険をともなう行為である。

平安末期に編纂された歌集『山家集』に「春を待つ諏訪のわたりもあるものをいつを限にすべきつららぞ」と記されていること、1397年、室町時代に諏訪神社が幕府へ報告した文書の控え『御渡注進状扣』に「当大明神御渡ノ事」とあることから、古くは平安時代末期頃には呼称があったとされている。
御神渡りの記録は、1443年から1681年の『当社神幸記（とうしゃしんこうき）』、1682年から1871年の『御渡帳（みわたりちょう）』があり、また現在にまで至る。一部欠損している年もあるが、約600年に渡るほぼ連続した気象記録であり、世界的に貴重な資料となっている。ただ時代によっては、御神渡り発生の有無を盛り上がりの現象ではなく氷の割れる音を聞いて観測していた可能性がある等、均質なデータとはなっていないとの指摘もある。

### 御神渡り発生の減少
下記の出現年を見る通り、かつてはほぼ毎年発生していた御神渡りだが、近年は周辺自治体の都市開発や地球温暖化等の影響、寒冬でも条件が合わない等の理由で発生頻度が激減しており、1980年代末以降は基本数年に一度程度しか発生しなくなっている。

### 御神渡りの出現年
昭和元年〜6年 8〜11年 13〜23年 25〜27年 29〜32年 34年 36年 38年 40〜43年 45年 49〜53年 55〜61年
平成3年 10年 15〜16年 18年 20年 24〜25年 30年

## 上諏訪温泉、間欠泉

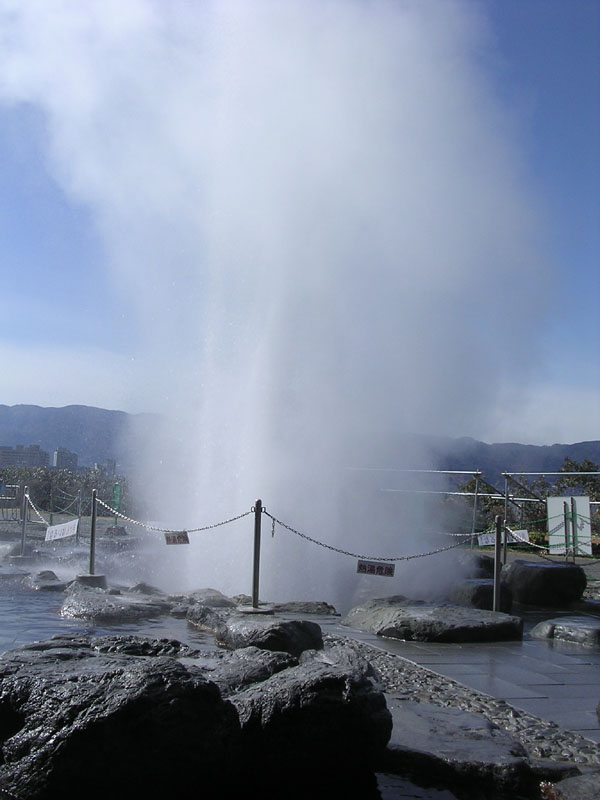
諏訪湖の間欠泉

諏訪湖のほとり、片倉館に近い温泉街の一角に、上諏訪温泉の間欠泉が噴出している。
間欠泉は1983年（昭和58年）に噴出。1990年（平成2年）に諏訪市は諏訪湖間欠泉センターを設置。1993年（平成5年）に自噴しなくなりコンプレッサーで噴出させていたが、2021年（令和3年）に機械が故障したため仮設の機械で再開。しかし、2022年（令和4年）3月に再び停止したため、諏訪市は諏訪湖間欠泉センターの指定管理や民間活用、改修、廃止などを検討する方針を示している。

## 諏訪湖と観光
諏訪湖の周囲には、上述の上諏訪温泉のほか下諏訪温泉、諏訪大社などの名所が点在しており、長野県でも主要な観光地となっている。

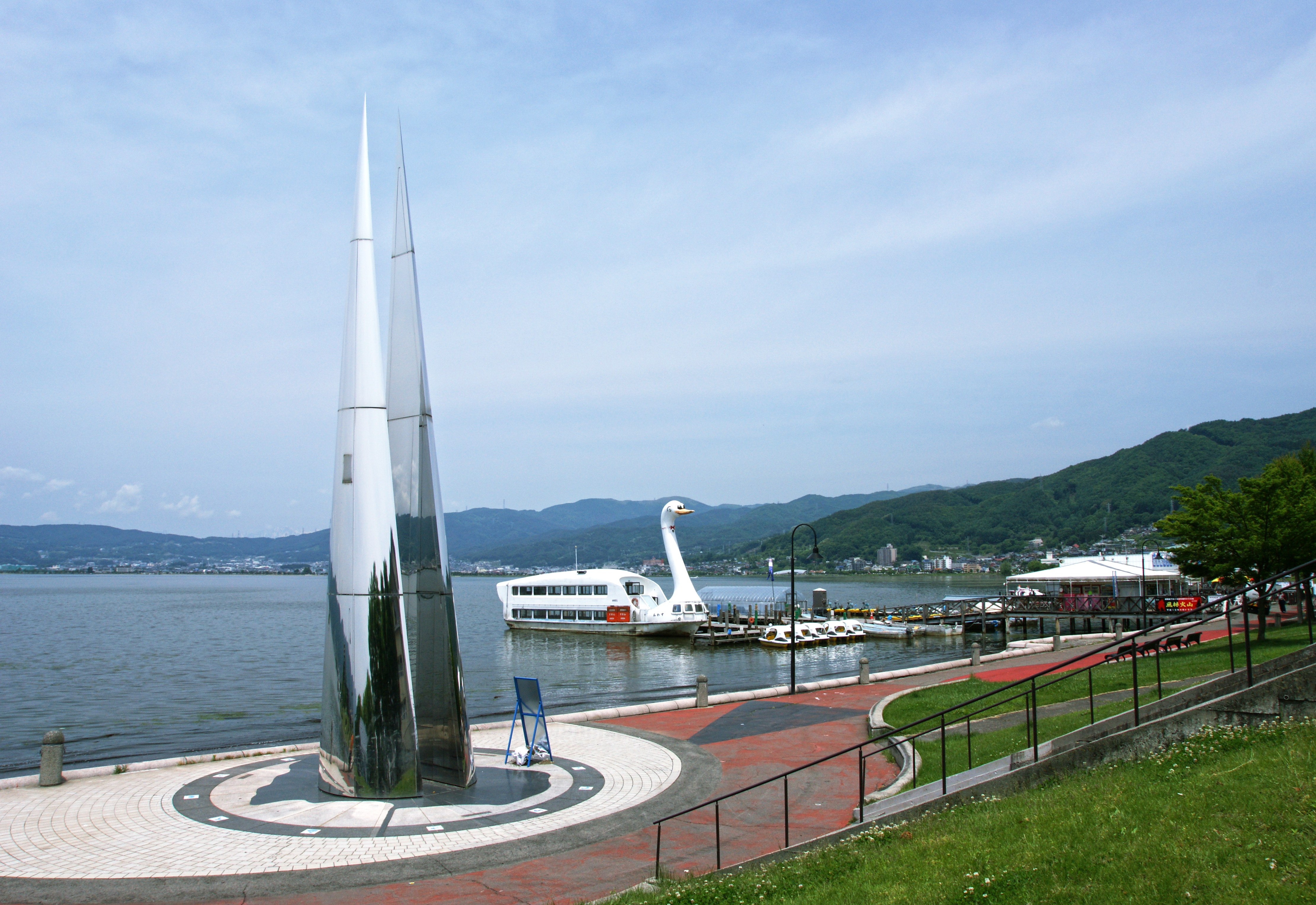
湖畔公園のモニュメント
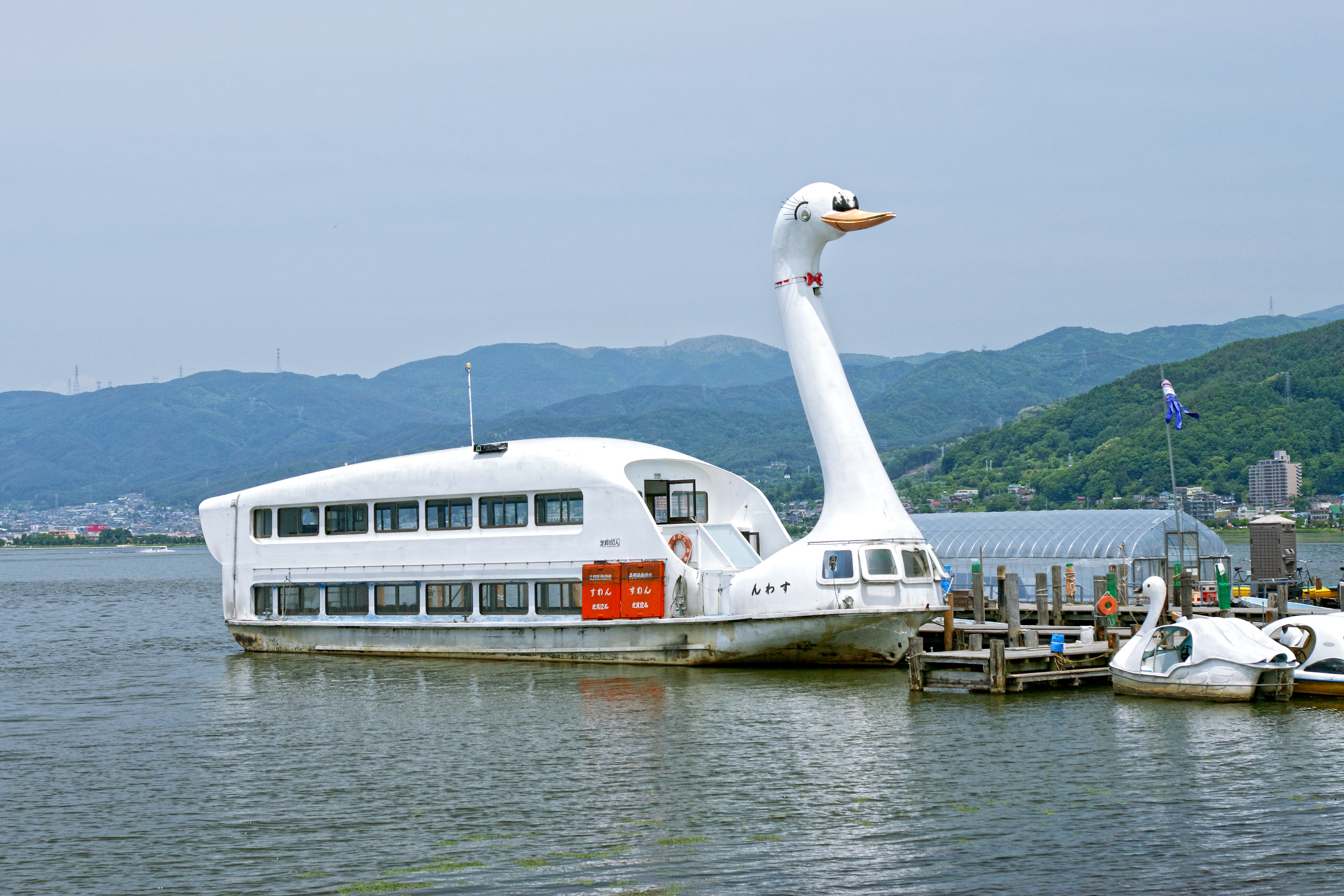
諏訪湖園の白鳥型遊覧船と足こぎボートあひる
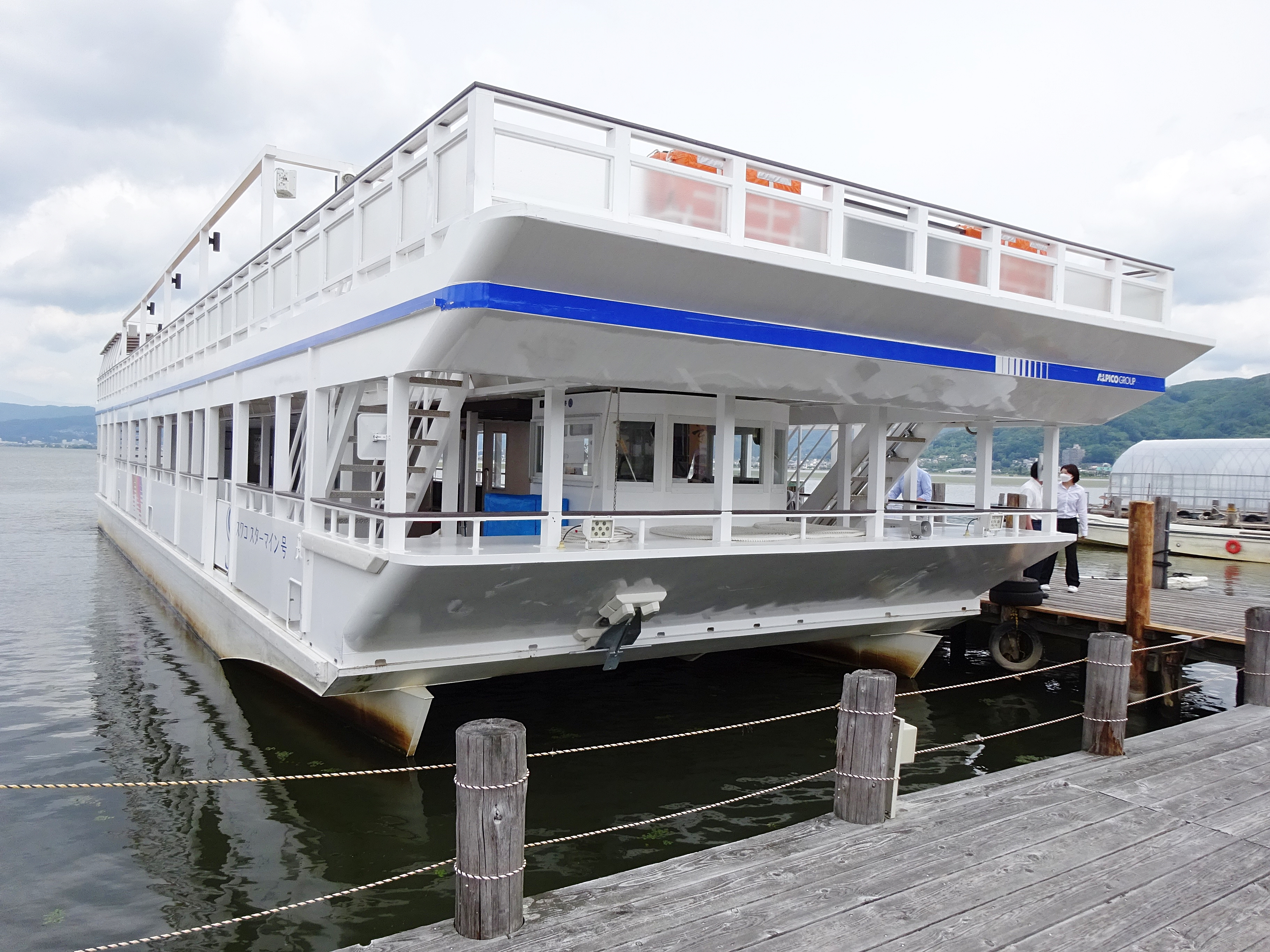
諏訪湖遊覧船「スターマイン」
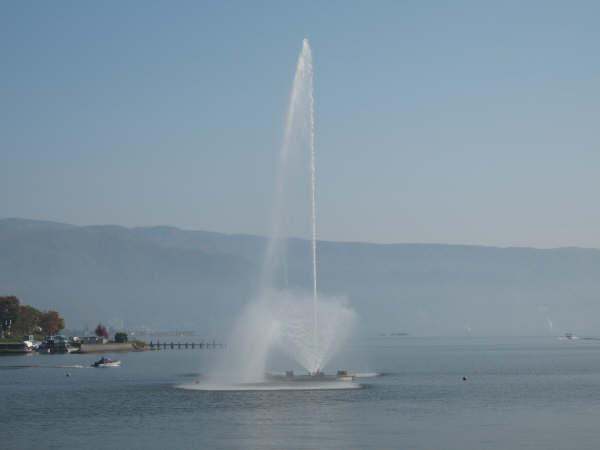
岡谷湖畔公園の噴水
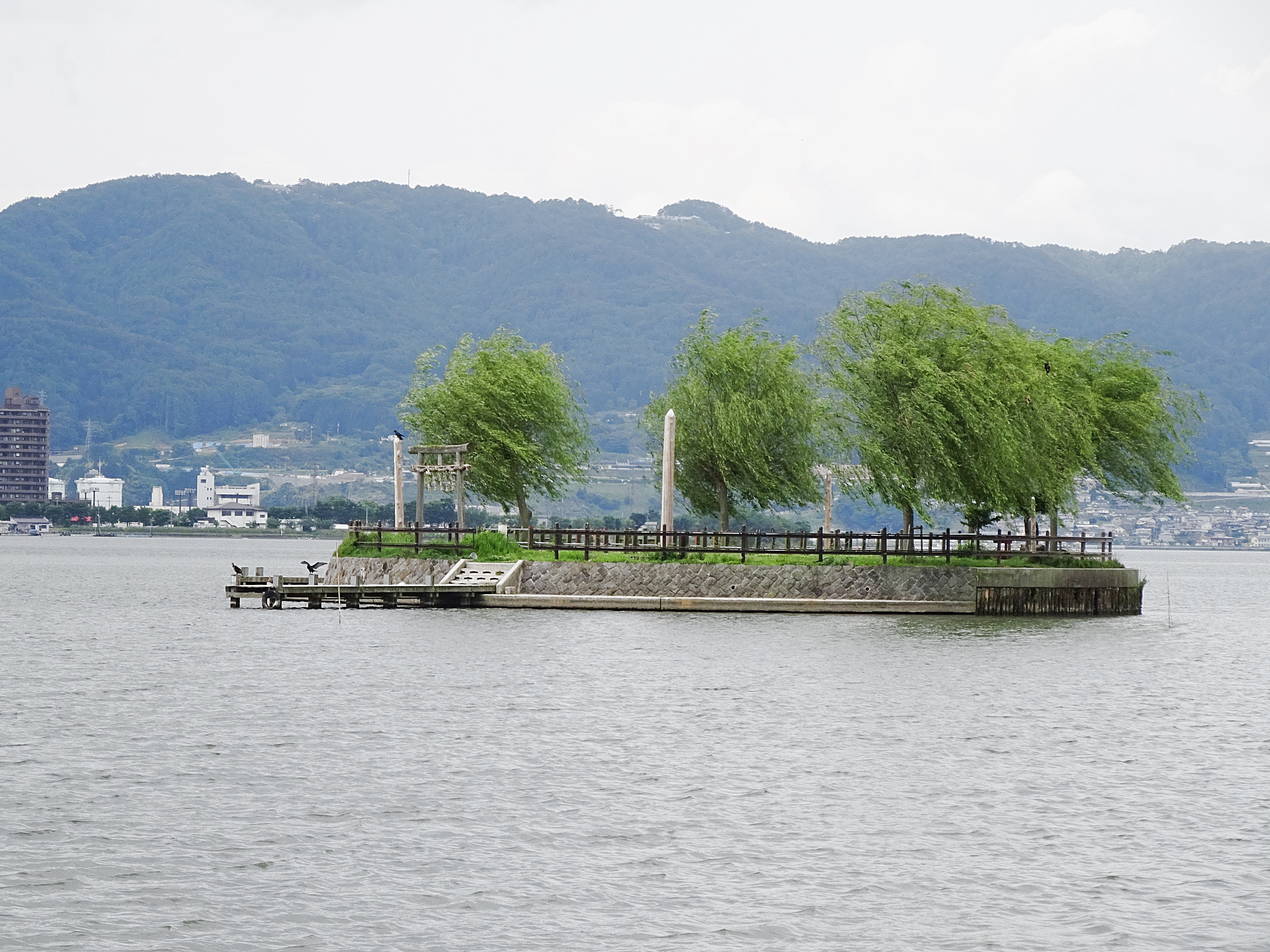
諏訪湖に浮かぶ初島

### 諏訪湖のアクティビティ
諏訪湖では遊覧船をはじめとしてワカサギ釣り、水上スキー、「足こぎボートあひる」といった湖上のアクティビティーを楽しめる。
諏訪湖観光汽船が湖上を周遊する2種類の遊覧船を運航している他に、日本水陸観光が水陸両用バスを使用する湖上クルージングや、湖周辺の陸上観光を組み合わせたダックツアーを実施している。
諏訪市湖畔公園内には諏訪湖ヨットハーバーがある。
また、湖周にはジョギングロード・サイクリングロードの整備がされており、湖周をめぐるサイクリングも紹介されている。湖周を活用したスポーツイベントとして、毎年秋に開催される諏訪湖マラソンがある。さらに、湖面を活用したスポーツイベントとしては、春に下諏訪ローイングパーク・AQUA未来で開催される諏訪湖レガッタなどがある。2021年6月には、湖面と湖周の両方を活かしたトライアスロンイベント「SUWAKO 8 PEAKS MIDDLE TRIATHLON」が初開催されている。
なお、諏訪湖周辺に所在する主なスポーツ施設は、以下の通り。
- すわっこランド
- 諏訪湖スタジアム

### 周囲の観光スポット
諏訪湖周辺の岡谷市、下諏訪町、諏訪市には、観光スポットが数多く存在する。
諏訪市には、北沢美術館や諏訪湖博物館、SUWAガラスの里をはじめとした美術館や博物館が点在しているほか、諏訪市湖畔公園や赤砂崎公園、岡谷湖畔公園など湖畔が公園として整備されている場所も多い。上諏訪の湖畔にはD51の保存車両が屋外展示されているほか、かりん並木もある。また、岡谷湖畔公園のように、敷地内の湖上に噴水が設置されている場所もある。
諏訪湖の東から北側には温泉が多く、上諏訪には片倉館や間欠泉センター、下諏訪町や岡谷市にも日帰り温泉施設を含めて多くの温泉に恵まれている。さらに、湖畔からは離れるが、高島城や諏訪大社下社も周辺地域に所在する。
諏訪湖周辺地域に所在する主な観光施設は、以下の通り。

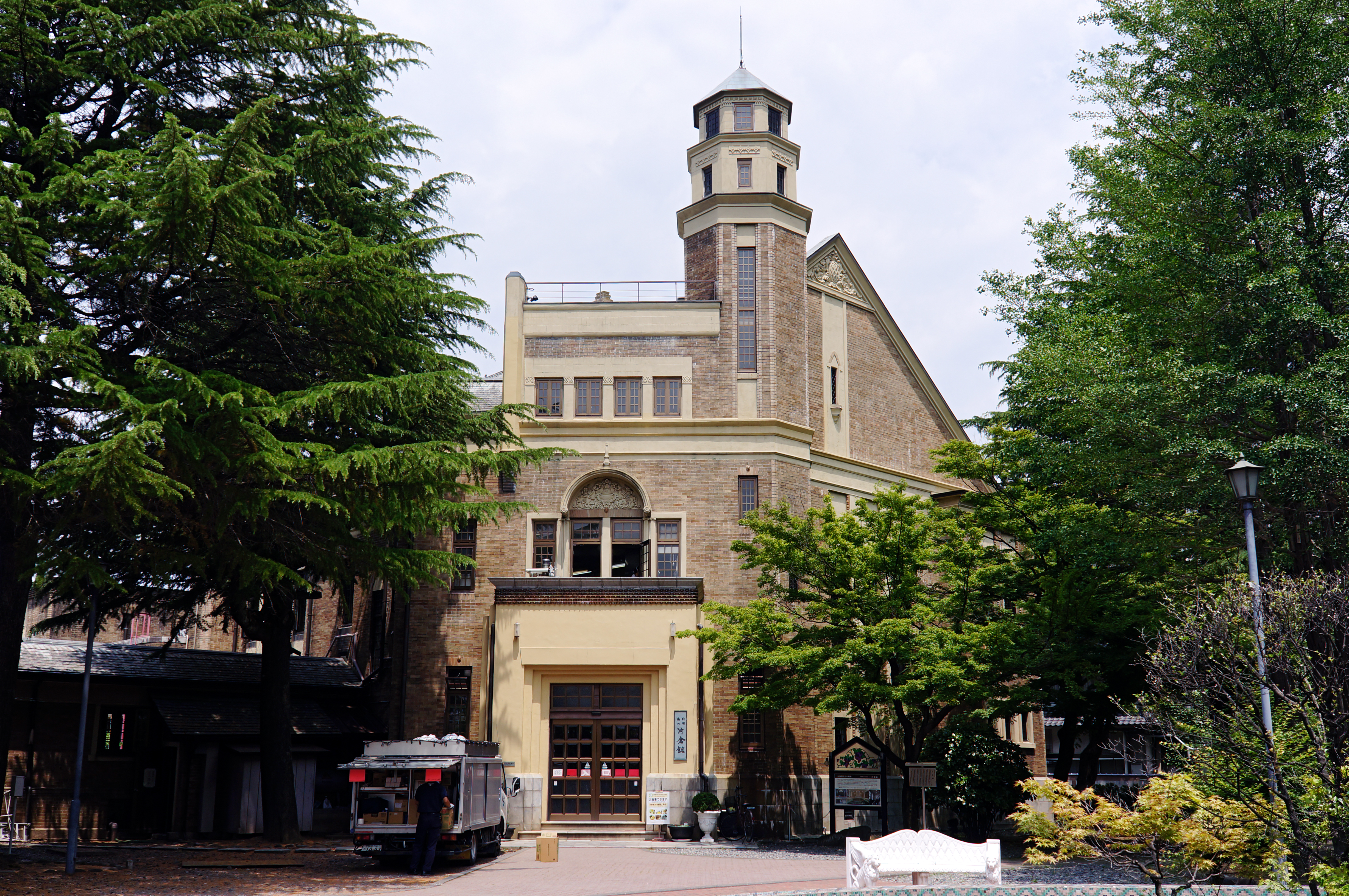
片倉館
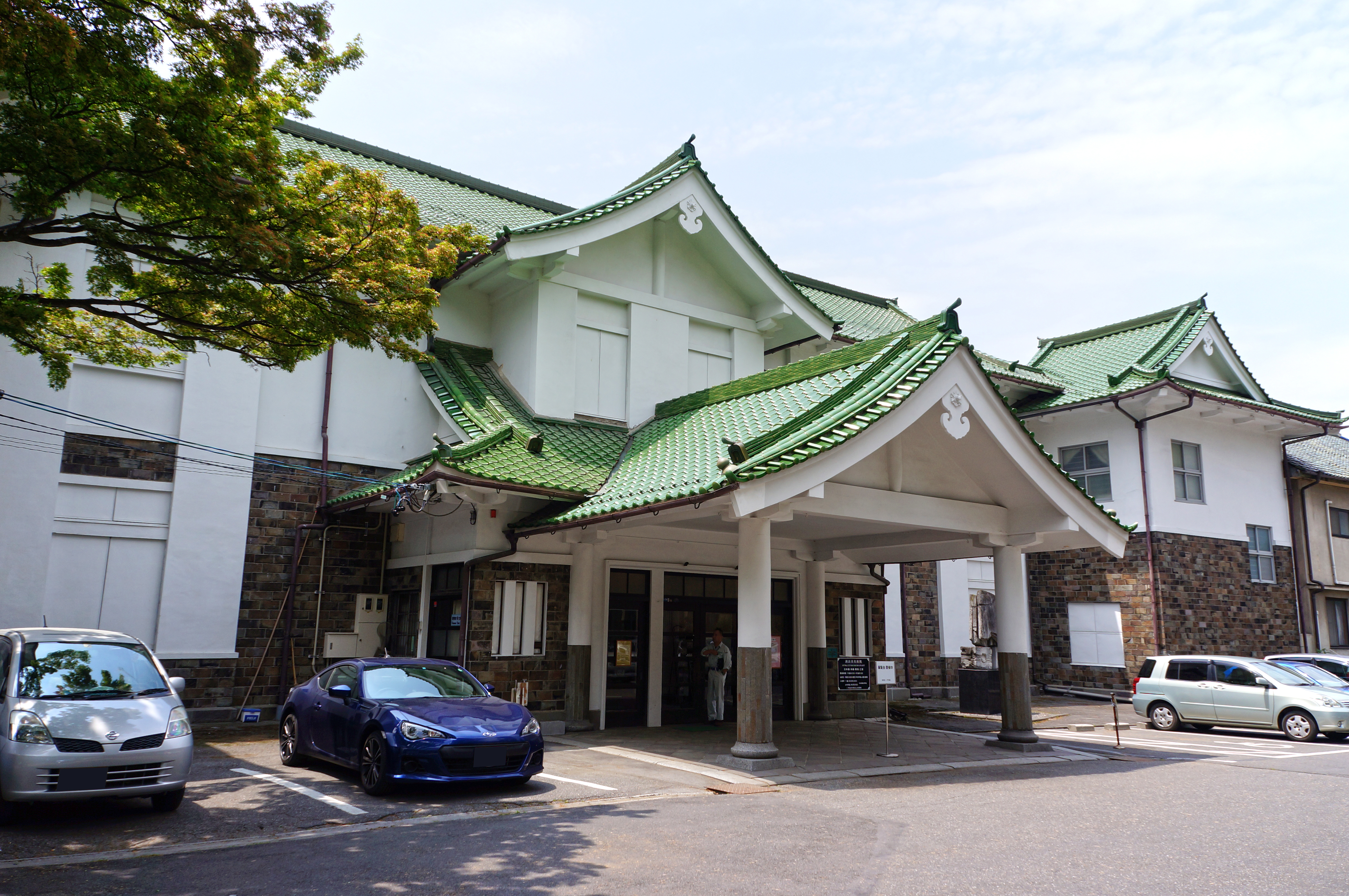
諏訪市湖畔公園
- 片倉館（重要文化財）
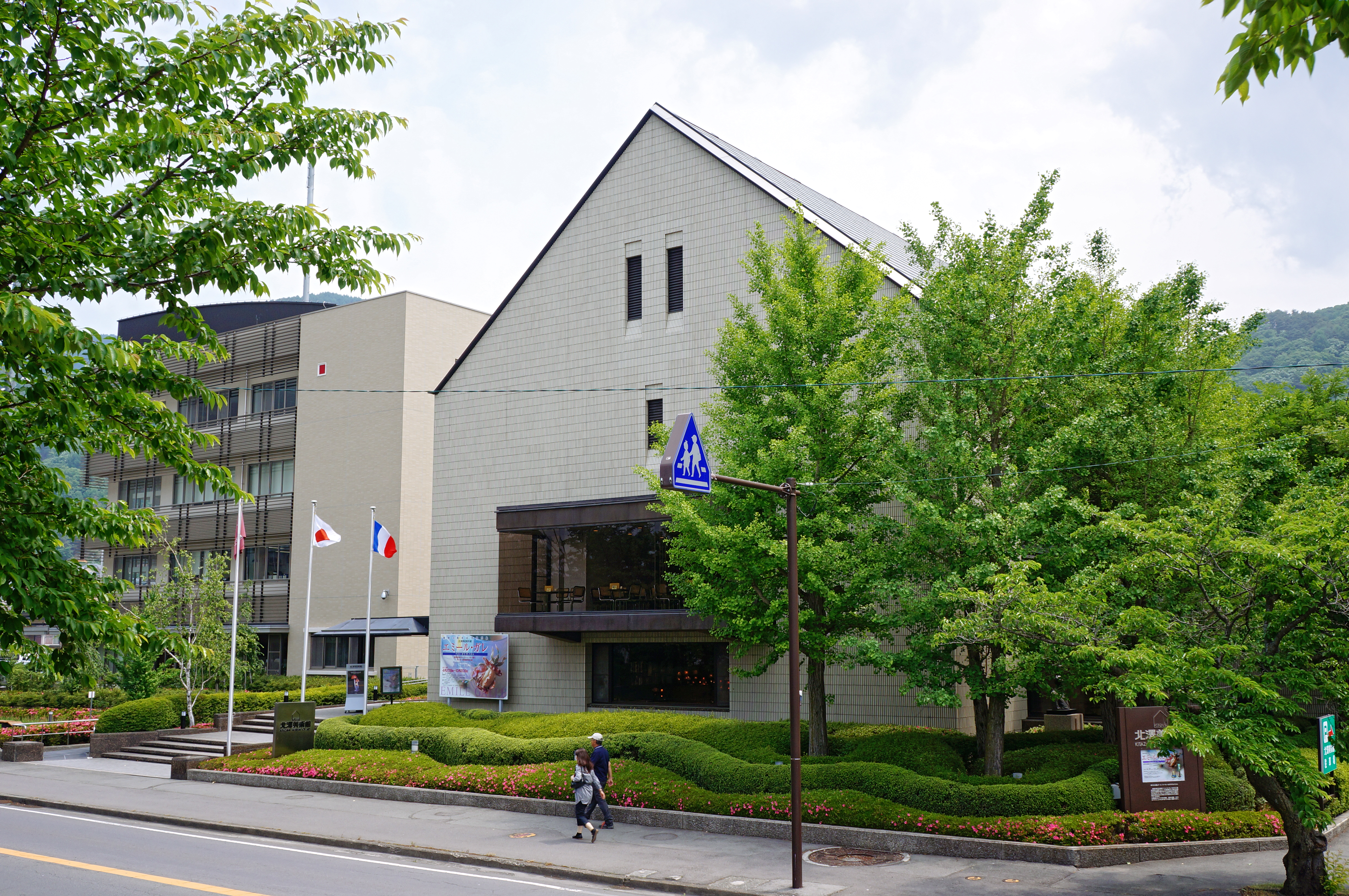
諏訪市美術館
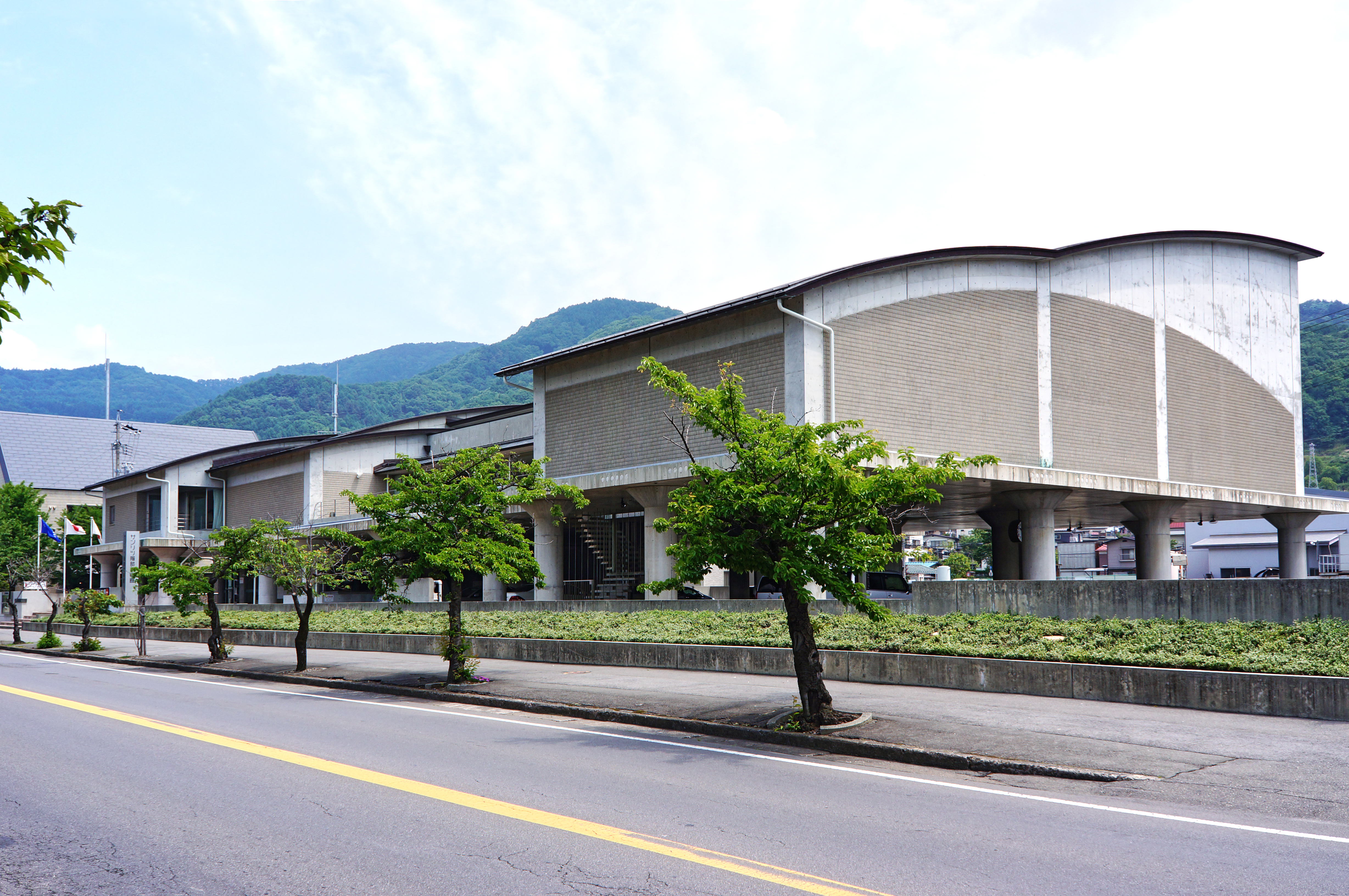
サンリツ服部美術館
- 北澤美術館
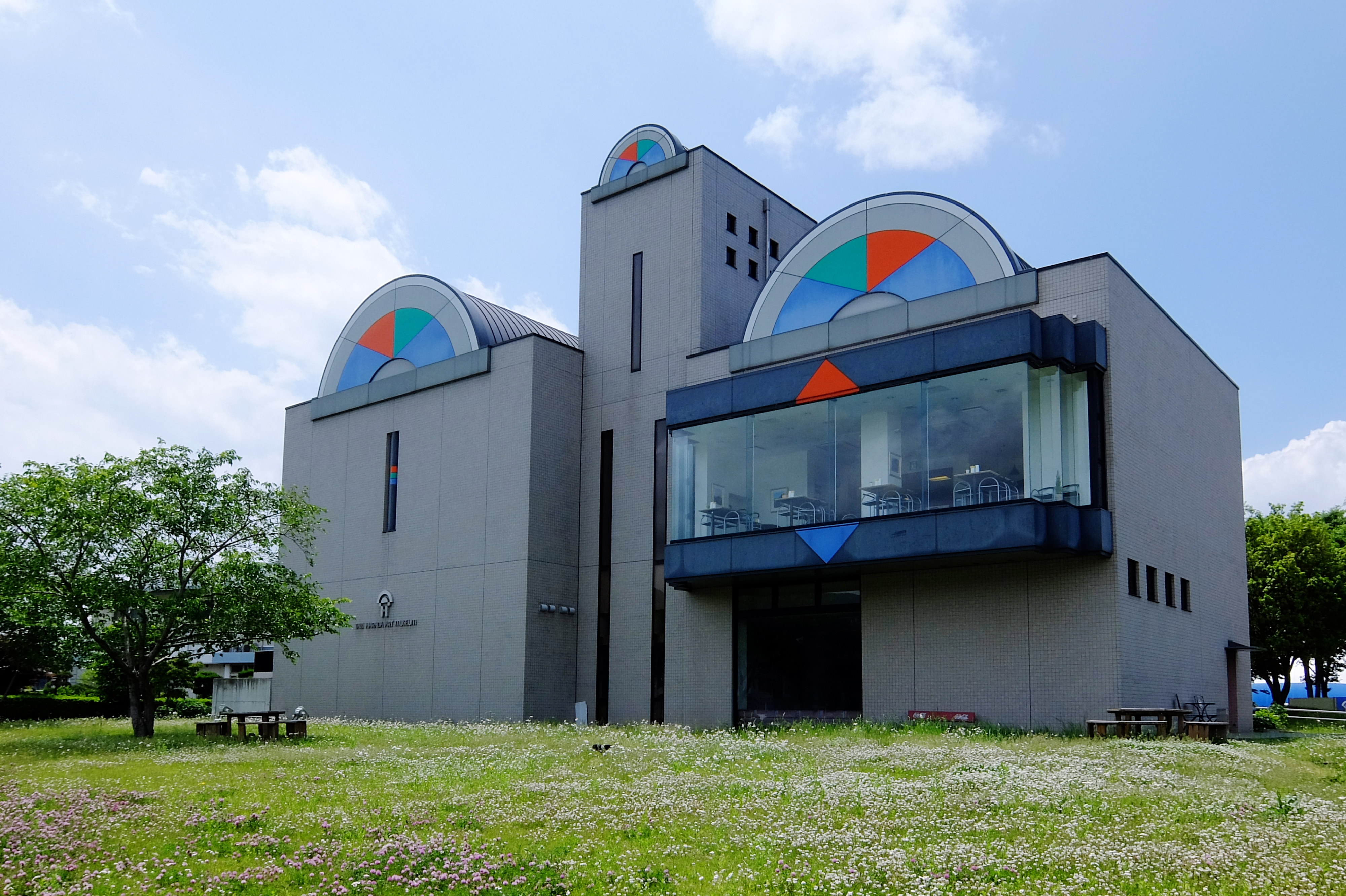
諏訪市原田泰治美術館
- SUWAガラスの里の美術館
- 小坂観音院
- 岡谷湖畔公園[34]
- 小さな絵本美術館岡谷本館
- ハーモ美術館
- 諏訪湖博物館・赤彦記念館

- 片倉館
- 諏訪市美術館
- 北澤美術館本館
- サンリツ服部美術館
- 諏訪市原田泰治美術館

### 湖上で行われる花火
諏訪湖では、毎年8月に打ち上げ数4万発を誇る諏訪湖祭湖上花火大会が開催され日本有数の規模をもつ花火大会として多数の観客を集めているほか、9月には全国新作花火競技大会も開催される。諏訪湖祭湖上花火大会の前後に当たる8月にはサマーナイト花火が連夜夜8時30分から15分間花火が打ちあがる。花火の打ち上げ場所は湖の東側にある初島である。
初島は1954年に花火の打ち上げ場として作られた人工島で近年では冬期にイルミネーションの設置・ライトアップも行われている。また、初島には初島神社が建てられ、湖上を曳航する御柱祭も行われている。

### ゆかりの人
架空の人物ではあるが、人形浄瑠璃の演目である本朝廿四孝に登場する八重垣姫の像が諏訪市の湖畔から見える湖上に建てられるなど、諏訪湖ゆかりの人物も多い。

### グルメ

#### 日本酒
諏訪湖周辺には8蔵（諏訪市5蔵、下諏訪町1蔵、岡谷市2蔵）の酒蔵がある。その歴史は古く、諏訪地方には古代より濁酒の神事があり、現在まで連綿と受け継がれている。霧ヶ峰高原に源を発する伏流水（軟水）を仕込み水として使用することで、良質な酒造りが可能である。

#### うなぎ
諏訪湖周の住民はお祝い事やイベント事で鰻を食べる文化がある。諏訪湖周には17軒の鰻屋があり、川魚店でも鰻のかば焼きが販売されることから、かば焼きの生産も消費も多い地域だということがわかる。
焼き方にも特徴があり、蒸した背開きの関東風、蒸さない腹開きの関西風、その中間地点であるからかそのどちらの特徴を持った蒸さない腹開きというスタイルである。ただし岡谷市では関西風に近く、諏訪市では関東風に近いとされている。

#### 味噌
長野県は全国最大の味噌の生産地であり、その中でも諏訪湖周は明治から昭和にかけて、最も多くの味噌蔵があった地域である。製糸業が盛んであった時代は数多くの女工が働いており、工場が自ら従業員の賄い用の味噌を大量生産していたことも背景にある。現在でも10数軒の味噌蔵が味噌づくりを営んでいる。諏訪市には、タケヤみそ本社とタケヤ味噌会館が所在する。

### 景観
本項では、諏訪湖周辺で観られる主な景観について概説する。なお、御神渡りについては上記節を参照のこと。
立石公園
立石展望台からは諏訪湖が一望できる。信州サンセットポイント100選、新日本三大夜景・夜景100選に選定、『信州ふるさとの見える丘』にも認定されている。
そこから望める諏訪湖が新海誠監督作品『君の名は。』に登場する糸守湖に似ていると言われ、アニメ聖地となっている。
イルミネーション
冬季になると諏訪市諏訪湖畔公園でイルミネーションが点灯する。
桜
諏訪市諏訪湖畔公園や高島城、上川河川敷で見ることができる。
白鳥
諏訪湖には冬の間白鳥が飛来する。

## 生物相

### 魚類
1918年の調査では21種の魚類の生息が報告されている。
- 1918年の在来魚種
  - モツゴ(Pseudorasbora parva )、カマツカ(Pseudogobio esocinus )、ニゴイ(Hemibarbus barbus )、コイ(Cyprinus carpio )、キンブナ(Carassius buergeri ssp.2 )、ドジョウ(Misgurnus anguillicaudatus )、シマドジョウ(Cobitis biwae )、ハゲギギ（英語版）(Pseudobagrus nudiceps )、アカザ(Liobagrus reini )、ナマズ(Silurus asotus )、スナヤツメ(Lethenteron reissneri )、ウナギ(Anguilla japonica )、アマゴ(Oncorhynchus masou ishikawae )、イワナ(Salvelinus leucomaenis )、ヤマメ(Oncorhynchus masou masou )、アユ(Plecoglossus altivelis altivelis )、カワムツ(Nipponocypris temminckii )、オイカワ(Opsariichthys platypus )、ウグイ(Tribolodon hakonensis )、アブラハヤ(Phoxinus lagowskii steindachneri )、タモロコ(Gnathopogon elongatus )

ただし、スナヤツメ、ハゲギギ、アカザ、ニゴイ、カワムツの5種は、1960年代以前に生息が確認されなくなった。カジカ、イワナ、シマドジョウは1980年には報告されていない。
- 移入魚種
  - ニジマス(Oncorhynchus mykiss )、ワカサギ(Hypomesus nipponensis )、ソウギョ(Ctenopharyngodon idellus )、ハクレン(Hypophthalmichthys molitrix )、ホンモロコ(Gnathopogon caerulescens )、カワヒガイ(Sarcocheilichthys variegatus variegatus )、タイリクバラタナゴ(Rhodeus ocellatus ocellatus )、ゼニタナゴ(Acheilognathus typus )、カムルチー(Channa argus )、ビリンゴ(Gymnogobius breunigii )、ジュズカケハゼ（英語版）(Gymnogobius laevis )、ツシマハゼ(Acanthogobius lactipes )、チチブ(Tridentiger obscurus )、カマキリ(Cottus kazika )、ドンコ(Odontobutis obscura )、ウキゴリ(Gymnogobius urotaenia )、ウツセミカジカ(Cottus reinii  )

の16種が報告されている。
1990年代後半からブルーギル(Lepomis macrochirus)、オオクチバス(Micropterus salmoides )の生息が報告されている。なお、オオクチバスは1970年代に生息が報告されていたが、その後約20年間は報告が途絶えていた。
移入魚の中には定着した魚種もあれば定着に失敗した魚種もある。特に、両側回遊型(降海繁殖様式)の魚種は天竜川にダムが建設された為、降河・遡上が困難となり定着していない。生息(繁殖)環境の適さないニジマス、ライギョは定着せず1970年以降、漁獲が無くなった。
2000年代以降増加している魚種は、オオクチバス、ブルーギル、ウキゴリ。

### 甲殻類
テナガエビ（Macrobrachium nipponense ）、スジエビ（Palaemon paucidens ）

## 漁業
漁業権は諏訪湖漁業協同組合が有し漁獲だけで無くコイ、フナ、エビなどの放流事業も行っている。1960年代頃にはスジエビ、テナガエビ、貝類（主に琵琶湖由来のセタシジミ）、エビ、フナ、コイ、ワカサギを中心とした漁業が行われてたが、1970年頃までに行われたヒシ除去のための沿岸域の浚渫と護岸工事により貝類は激減しフナの漁獲も大きく減少し、コイの漁獲が増加した。
諏訪湖で行われる漁業はワカサギが有名であるが、1915年（大正4年）に霞ヶ浦から移入されたもので、その後の諏訪湖の漁業の中心となった。漁獲量のピークは1976年（昭和51年）で、425tだったが、2005年（平成17年）には42.3tにまで減少している。このため冬の観光としての釣り客の減少や、ワカサギを商品にしている川魚店にも影響が出ている。2000年代以降ワカサギの獲量が極端に減少している。その減少の理由は、オオクチバスやブルーギルといった魚食性外来魚による捕食、魚食性鳥類カワアイサによる捕食、水質浄化による生物相の変化など様々な見解がある。更に全体の漁獲量（生産額）も減少しているが、減少の背景には消費者の淡水魚離れ、魚価の低廉化に伴う漁業者の漁獲意欲減退、漁業者の高齢化など数々の要因が指摘されている。

### ワカサギの採卵
採卵は2月下旬から5月末に実施する。諏訪湖に流入する8つの河川で、産卵のために遡上する親魚を捕獲し、卵と精子を採取し人工授精させる。
2012年に行われた採卵では、前年より1億3000万粒少ない22億2000万粒であった。このうち11億6000万粒を県内外の湖沼に出荷し、残りを諏訪湖に放流した。採卵数の減少はここ7-8年続いているが、近年生じている湖底の低酸素状態が親魚の成育に悪影響を及ぼしていると考えられている。この年の採卵数の減少には、3-4月に気温の低い日が多く、遡上の最盛期も平年より1か月遅い4月下旬にずれ込んだことも原因している。

## 諏訪湖底曽根遺跡
諏訪湖底曽根遺跡（そねいせき、以降「曽根遺跡」と記す）は、諏訪湖の湖底にある遺跡。諏訪湖の東岸にある諏訪市大和（おわ）から沖に450メートル、岬のように突き出た地形の先端部にあたり、水面からの深さは1.5ないし2メートルである。

### 発見に関する概要
1906年（明治39年）、田中阿歌麿子爵が諏訪郡教育委員会とともに諏訪湖の調査を行うことになり、当時諏訪高等女学校教諭であった橋本福松が助手に嘱託される。1908年（明治41年10月24日）、橋本福松らの諏訪湖底地質調査により湖底から石鏃2個ほかが発見され、遺跡を確認。発見者橋本福松が学会に報告した。

### 遺跡の成因に関する論争
曽根遺跡の成因については、遺跡の発見が学会に報告された明治41年以降、様々な仮説が提案された。その主なものは、橋本福松・田中阿歌麿らの「地すべり説」「陸地沈下説」、坪井正五郎・鳥居龍蔵らの「杭上住居説」「筏上住居説」といった、主として地質学的な見方と人類学的な見方が出され激しく対立した。その後もさらにさまざまな説が加わったが、どれも決め手がなく、論争は立ち消えとなった。昭和27年、藤森栄一・戸沢充則らの立ち木の根幹の取り上げによってかつて曽根遺跡が陸上にあったことが明らかとなり、「地質学的な原因による水没」で決着がついた。
旧石器時代から縄文時代にかけての石器（ナイフ形石器や石鏃など）や土器（爪形文土器）などが出土している。

## 武田信玄の水中墓伝説
戦国時代に甲斐国の武田氏と信濃諏訪氏は同盟関係にあったが、天文11年（1542年）に武田晴信（信玄）は諏訪侵攻を行い、諏訪氏は滅亡し諏訪地方は武田領国化される。信玄は元亀4年（1573年）4月12日に信濃国伊那郡駒場（長野県下伊那郡阿智村駒場）で死去する（死没地を浪合・根羽とする説もある）。信玄の遺体は駒場もしくは甲斐の円光院で火葬され、天正4年（1576年）に甲斐の恵林寺で後継の勝頼により正式に葬儀が実施される。
一方、『甲陽軍鑑』に拠れば信玄は死去に際して「自分の死を三年間秘密にせよ。その後、遺骸は甲冑を着せて諏訪湖に沈めよ」と遺言したという。このため諏訪湖には古くから信玄の水中墓伝説があった。『甲陽軍鑑』では他に勝頼がその子・信勝の陣代となることも遺命したとされ、諏訪湖に遺体を沈めた以外の点に関しては、文書上の所見がある。
1986年（昭和61年）、国土地理院のソナーによる湖底地形調査では、湖底に一辺が25mとされる菱形の“物体”が発見された。これが信玄の水中墓ではないかとされ、信州大学、読売新聞、日本テレビなど複数の団体が10数年にわたって調査を行った。電磁波探知機により墓標のような立体が確認されたとも報道されたが、最終的には謎の菱形は湖底の窪地の影であるとの結論が出された。しかし、問題の菱形が自然にできたとは思えない程はっきりとした形をしており、湖底は泥が深く目視による実地調査が困難であることから、水中墓説を支持する声は現在でも多い。

## 災害
諏訪湖に流入する河川は31である一方、流出するのは釜口水門のみであり、集中豪雨時には諏訪湖の水位が上昇して、諏訪湖周辺の市街地に浸水被害が発生する。

### 過去の水害
- 1950年6月11日 - 集中豪雨により7河川が氾濫。3尺9寸の警戒水位を超えて片倉館など約300戸が浸水[57]。
- 2006年7月15日から7月19日 - 平成18年7月豪雨により諏訪湖の水位が上昇。約2000戸に浸水被害。
- 2021年8月13日から8月15日 - 令和3年8月の大雨により諏訪湖の水位が上昇。諏訪市や下諏訪町で床上・床下浸水685戸[58]。

## 諏訪湖を題材とした作品

### 浄瑠璃・歌舞伎
- 本朝廿四孝 - （1766年）上杉家の姫と武田家の御曹司との恋愛を軸に、姫を守る霊狐も登場する時代物の大作。

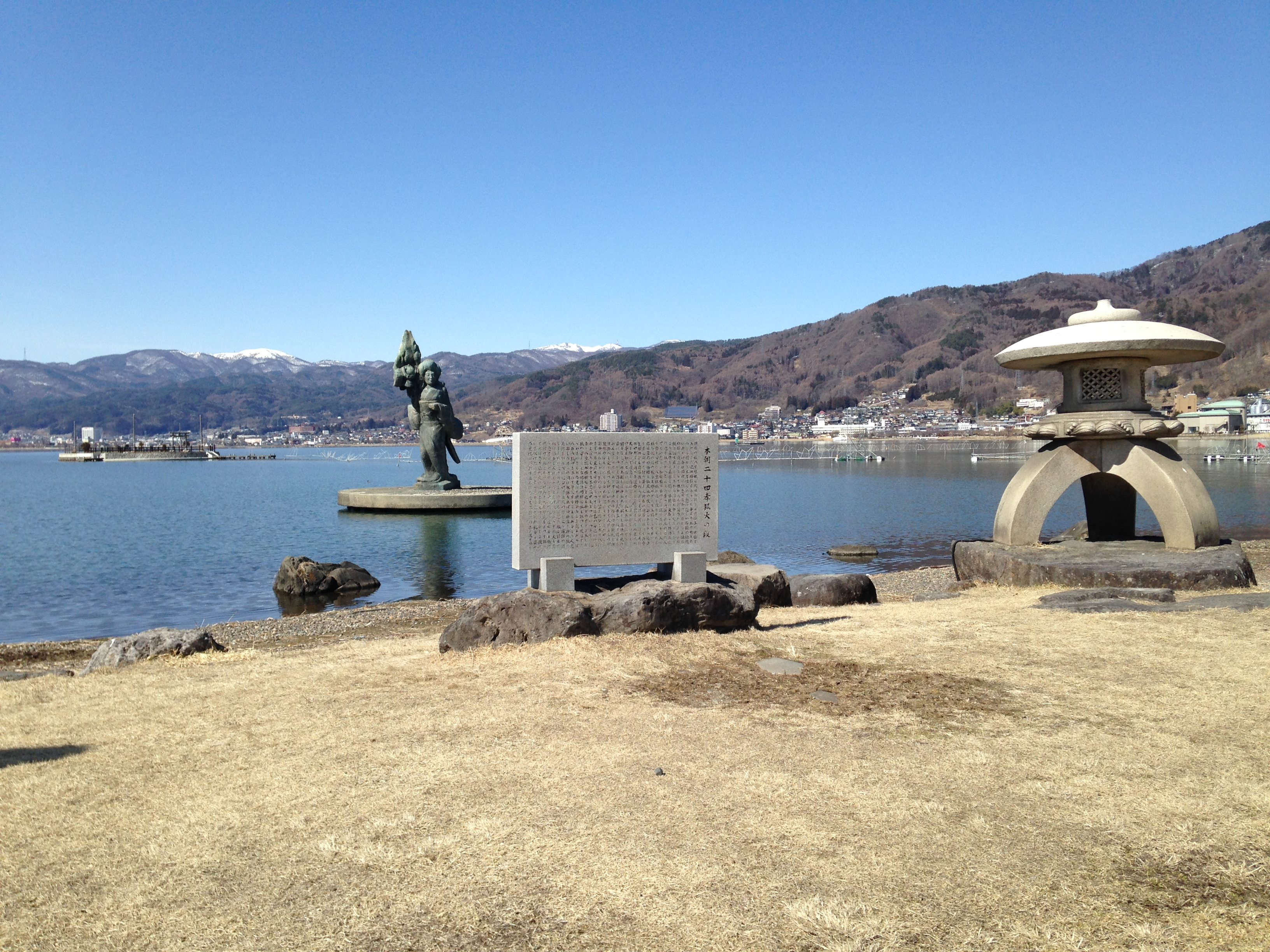
本朝廿四孝の登場人物八重垣姫をモデルにした矢崎虎夫作の銅像が諏訪湖上に建つ

### 小説
- 犬神家の一族（横溝正史） - 1951年
- 愛の疾走（三島由紀夫） - 1962年
- 湖底の光芒（松本清張） - 1983年
- リアル・シンデレラ（姫野カオルコ）- 2012年

### 絵画・写真
江戸時代には諏訪湖は名所として知られ、江戸後期には浮世絵師の葛飾北斎が天保元年（1830年）から天保6年（1834年）にかけて刊行した連作『冨嶽三十六景』や、同じ天保年間刊行の『景勝奇覧』において諏訪湖から見える富士山を描いている。
また、同じく浮世絵師の歌川広重は天保8年（1837年）から翌天保9年の『諸国名所』、嘉永5年（1852年）刊行の『不二三十六景』「信濃諏訪湖」や、安政5年（1858年）刊行の『富士三十六景』、安政6年（1859年）刊行の絵本『
富士見百図』、嘉永から安政年間刊行の『善光寺みやげ 諏訪湖真景』などにおいて諏訪湖から見える富士を描いている。

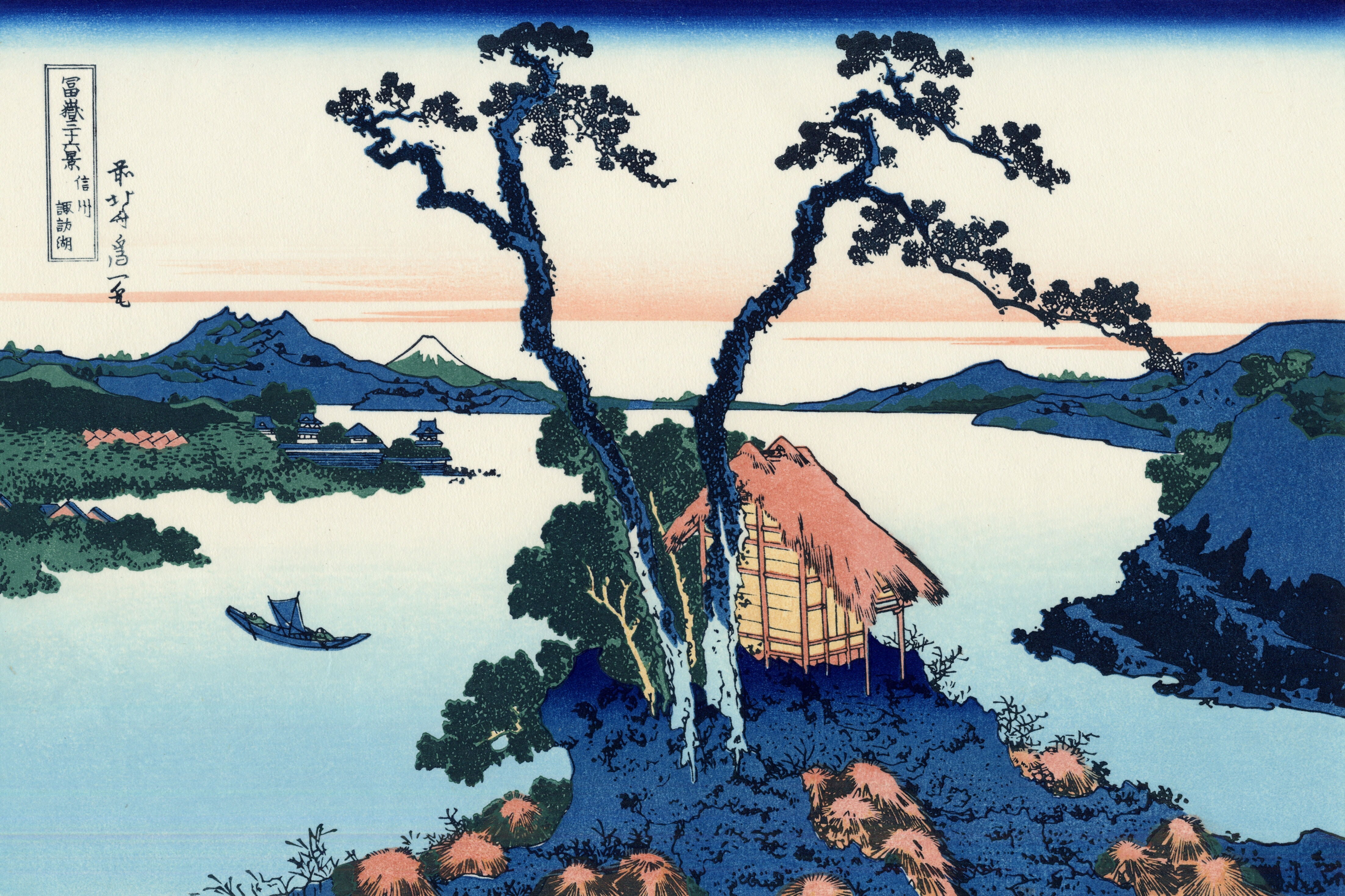
葛飾北斎 富嶽三十六景 信州諏訪湖
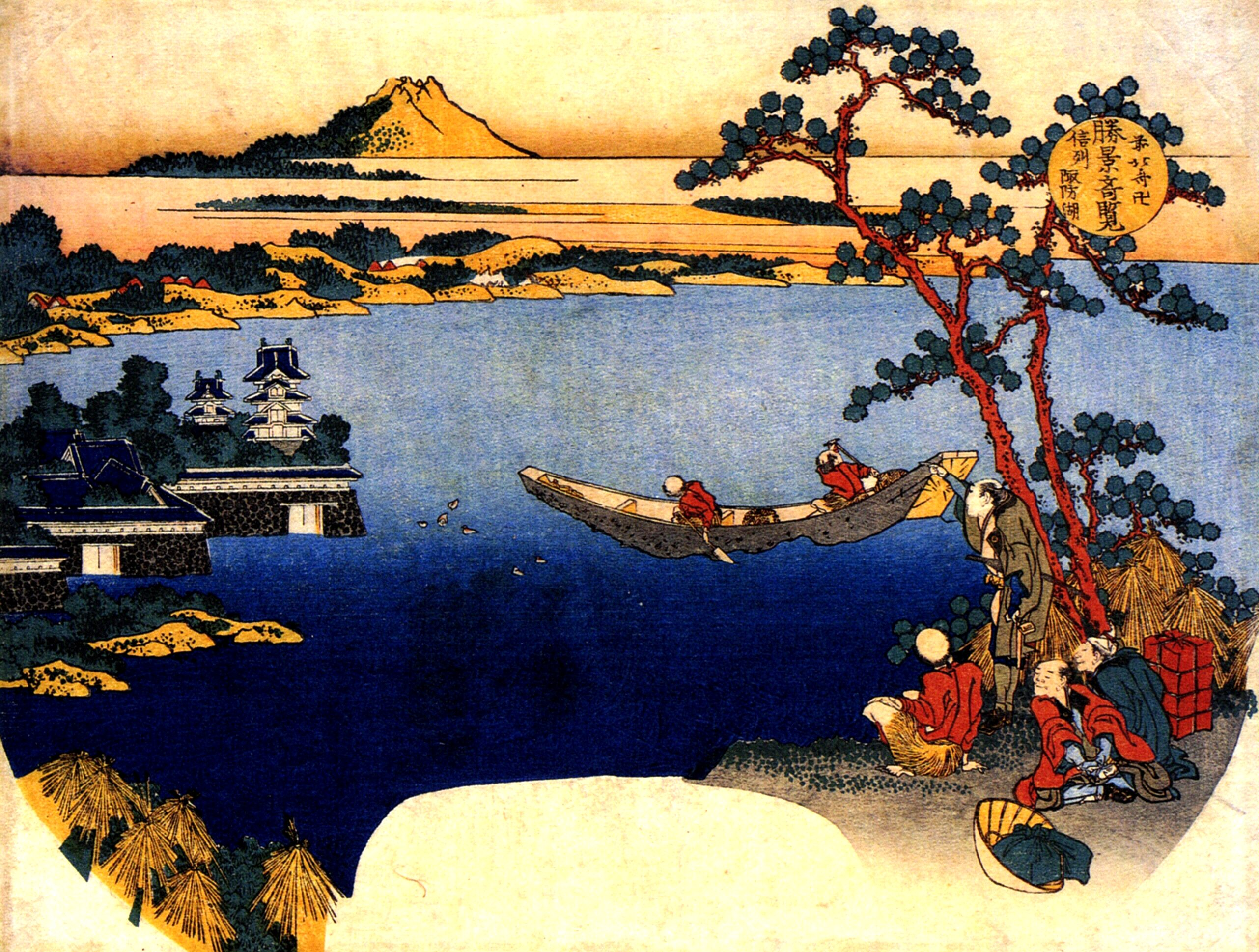
葛飾北斎 景勝奇覧 信州諏訪湖
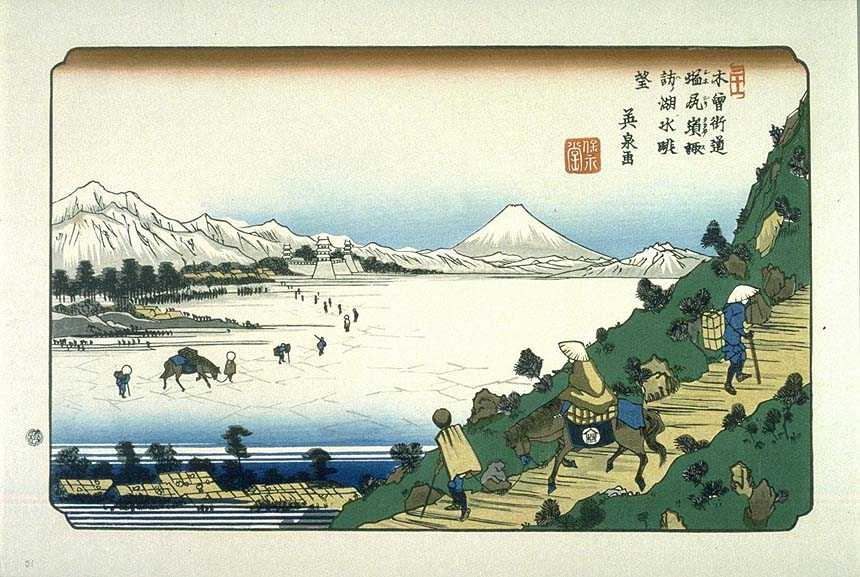
渓斎英泉 木曾街道六拾九次 塩尻

### 楽曲
- 『休日』Dragon Ash
- 『鉄道唱歌 第一集東海道篇』 天竜川を歌った箇所において、その源流である諏訪湖が御神渡とともに歌われている。
  - この水上にありと聞く　諏訪の湖水の冬げしき　雪と氷の懸橋を　わたるは神か里人か

### アニメ
- 極黒のブリュンヒルデ（第5話，6話，10話，11話）
- 咲-Saki-（第3話）
- スーパーカブ（第12話）
- ガールズバンドクライ (第7話)

### 映画
- あゝ野麦峠 (1979年の映画)
- バースデーカード - 諏訪湖を舞台に撮影された。
- 百花
- 怪物

### ゲーム
- なつぽち - ALcotの18禁美少女ゲーム。作中で登場する湖のモデルが諏訪湖で、諏訪湖湖畔公園や立石公園からの眺望が登場している。また初島がモデルと思われる島も背景CGで確認出来る[要出典]。

## その他
- 2017年6月6日、太陽系の天体の地名に関する国際天文学連合のワーキンググループによって、土星の第6衛星タイタンの湖 (Lacus) の一つが、諏訪湖に因んで スワ湖 (Suwa Lacus) と命名された[59]。